# カラーン・ミナレット

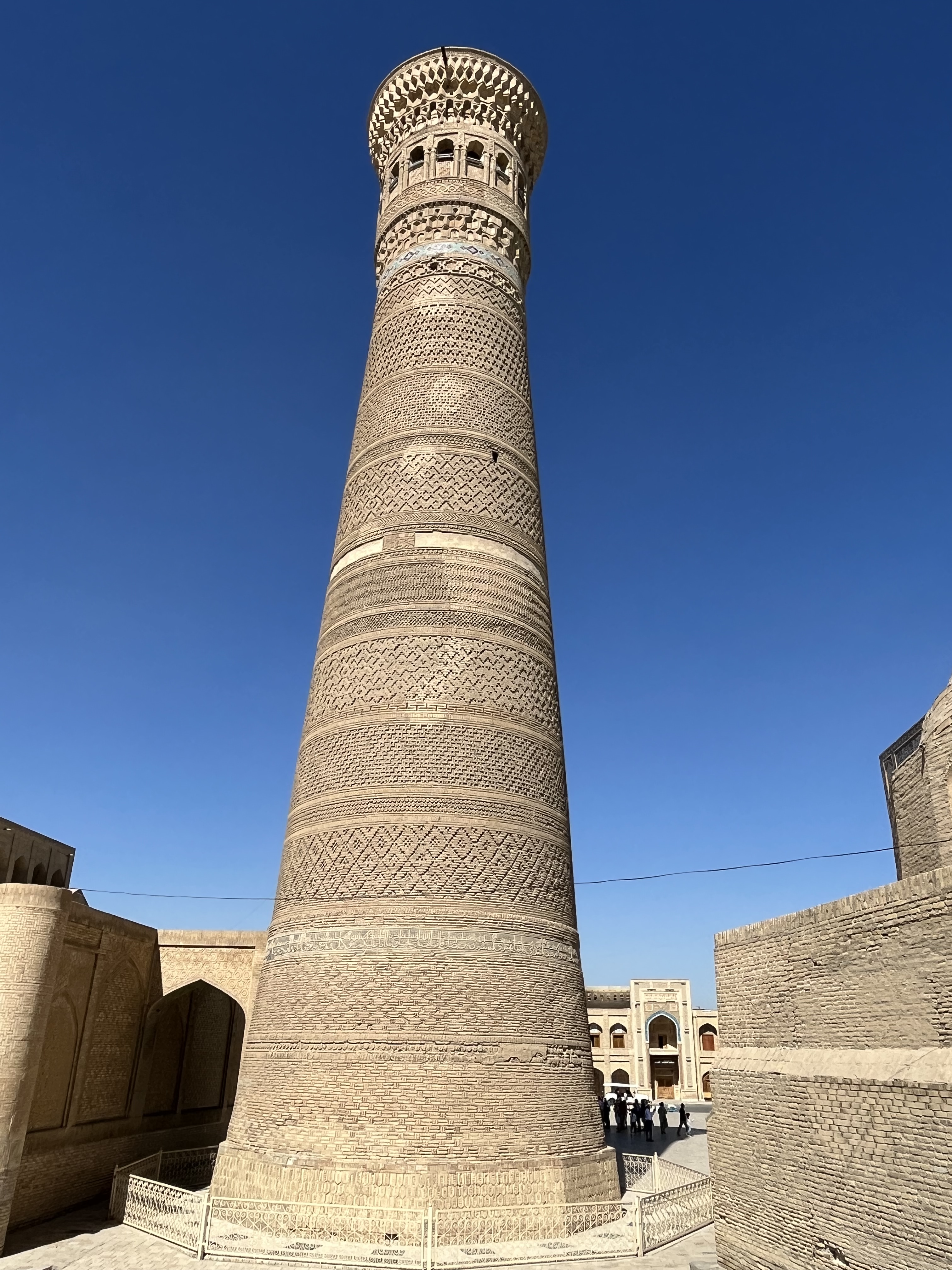
カラーン・ミナレット

カラーン・ミナレット（ウズベク語: Minorai Kalon / Минораи Калон、タジク語: Манораи Калон
）とは、ウズベキスタンの都市ブハラに建てられたミナレット（塔）。
ウズベキスタンの世界遺産であるブハラ歴史地区の構成物件の一つ。カラーン・ミナレット、塔と接続されたカラーン・モスク、塔の真下のミル・アラブ・メドレセは「パイ・ミナル（ミナレットの麓）」と総称される。
遠方からも視認できるカラーン・ミナレットはブハラのシンボルであり、ブハラの支配者の権威の象徴にもなっていた。

## 歴史
かつてはカラーン・ミナレットの上に明かりが灯され、砂漠を渡る隊商の道標になっていたと伝えられている。また、戦争の際には敵を発見するための見張り台としても使われていた。カラーン・ミナレットは戦争や地震によって何度か破損したが、その都度修復作業が行われた。
1121年にカラハン朝の君主アルスラン・ハンによってブハラにカラーン・モスクが建立され、モスクの前のミナレットの建設が進められた。しかし、おそらくは地盤の柔らかさを計算に入れていなかったために塔は完成の直前に倒壊し、基部を強固にした上で塔の建設が再開され、1127年に現在のカラーン・ミナレットが完成する。1220年のモンゴル帝国のブハラ占領の際にカラーン・モスクが破壊されたと考えられているが、ミナレットはモンゴルの攻撃の後も姿を留める。塔に感動したチンギス・カンが、ブハラ市内を破壊する周囲の部下に塔の破壊を止めるように命令したという伝承が残っている。
19世紀後半までは罪人を生きたまま袋に入れて塔の上から投げ落とす刑が行われていたため、カラーン・ミナレットは「死の塔」の別名でも知られるようになった。

## 構造

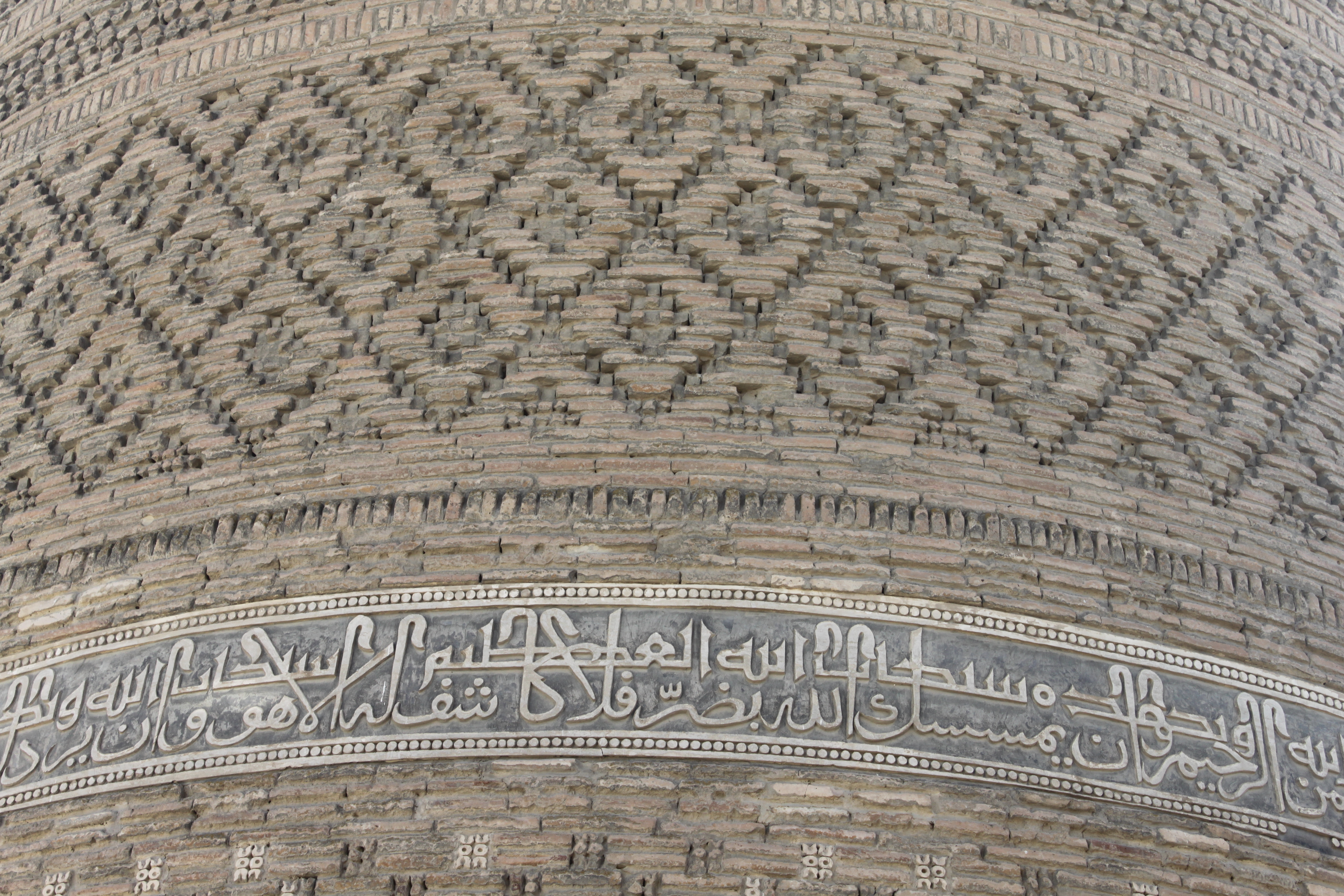
ミナレット側面の文様

カラーン・ミナレットは隣接するカラーン・モスクと橋で接続されている。
塔の高さは45.6mで、ブハラに建つミナレットの中で最も高い。基部の直径は9mで、地下10mの場所に埋め込まれている。塔は上に行くにつれて細くなり、最も細い部分の直径は6mになっているが、このような構造は倒壊を防ぐためだと考えられている。基部の上にレンガが円筒状に積み上げられ、積み上げられたレンガの間には青と白を基調とする彩色タイルを使った装飾が施されている。14ある塔の層の側面の文様はそれぞれ異なっており、八角形の星型や網目文様などの幾何学文様が帯状に施されている。建材の接着剤には、灰と石灰にブドウの糖汁とカゼインを加えたものが使われている。
内部の螺旋状の階段を上るとアーチ形の窓に囲まれた部屋に行きつき、かつてはこの部屋からアザーン（礼拝の呼びかけ）が行われていた。階段の段数は105あり、側面に空けられた窓からわずかに差し込む光によって採光されている。小部屋の窓と窓の間にはレンガで作られた半円柱が立ち、それぞれのアーチは四角形の枠で囲まれている。当初塔の上端には円筒状の台が置かれていたが、台は崩落している。